# لاري ديفيدسون
لاري ديفيدسون (بالإنجليزية: Larry Davidson)‏ مواليد 19 يناير 1983، هو لاعب كرة سلة أسترالي بدأ مسيرته الاحترافية في سنة 2004 يلعب في الدوري الأسترالي لكرة السلة ويحمل الرقم 10.